# Театральна площа (Варшава)
Театральна площа (пол. plac Teatralny) — велика площа в Середмісті Варшави, Польща. Вона протягується від Великого  театру до Сенаторської вулиці.

## Історія
Площа була створена в 1818 році. Із 1825 по 1832 рік будувався Великий театр. Відколи міська адміністрація була перенесена до Палацу Яблоновських, площа стала центром міського життя. Місце було свідком Січневого повстання (1863) та Революції 1905-1907. Обидві акції були придушені імперською Росією.

У вересні 1939 року тут була розташована цивільна оборона Варшави. Під час Варшавського повстання на площі пройшли важкі бої між нацистськими солдатами та партизанами армії Крайової. Більшість навколишніх будинків були сильно пошкоджені або повністю знищені. Після війни кілька будівель було відремонтовано, хоча довоєнну ратушу не ремонтували. У 90-х роках площа була перебудована до оригінальних архітектурних планів.

## Пам'ятки
На площі розташовані такі пам'ятки:
- Великий театр (реконструйований 1951–65)
- Палац Яблоновських (реконструйований 1995–97)
- Палац Бланка (названий на честь Пйотра Бланка, банкіра останнього короля Речі Посполитої, Станіслава-Августа Понятовського)
- Костел св. Брата Альберта та св. Апостола Андрія (Kościół św. Brata Alberta i św. Andrzeja Apostoła — храм для варшавських творчих спільнот), реконструйований 1999)
- Кам'яниця Петискуса (Kamienica Petyskusa), перебудована 1950
- Варшавський меридіан (позначка для меридіана, встановлена у 1880 році — зараз замінено Гринвічем)

## Галерея

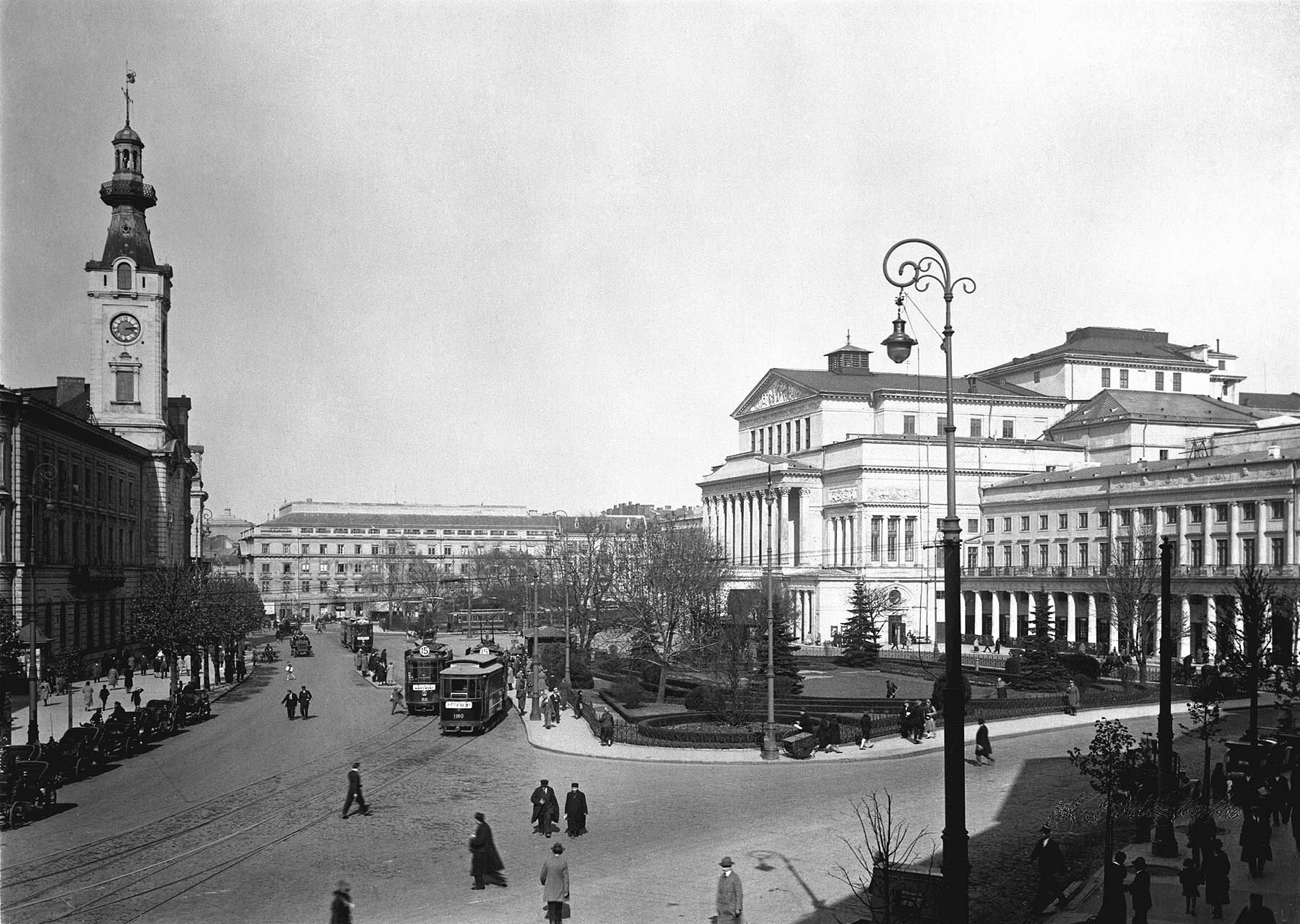
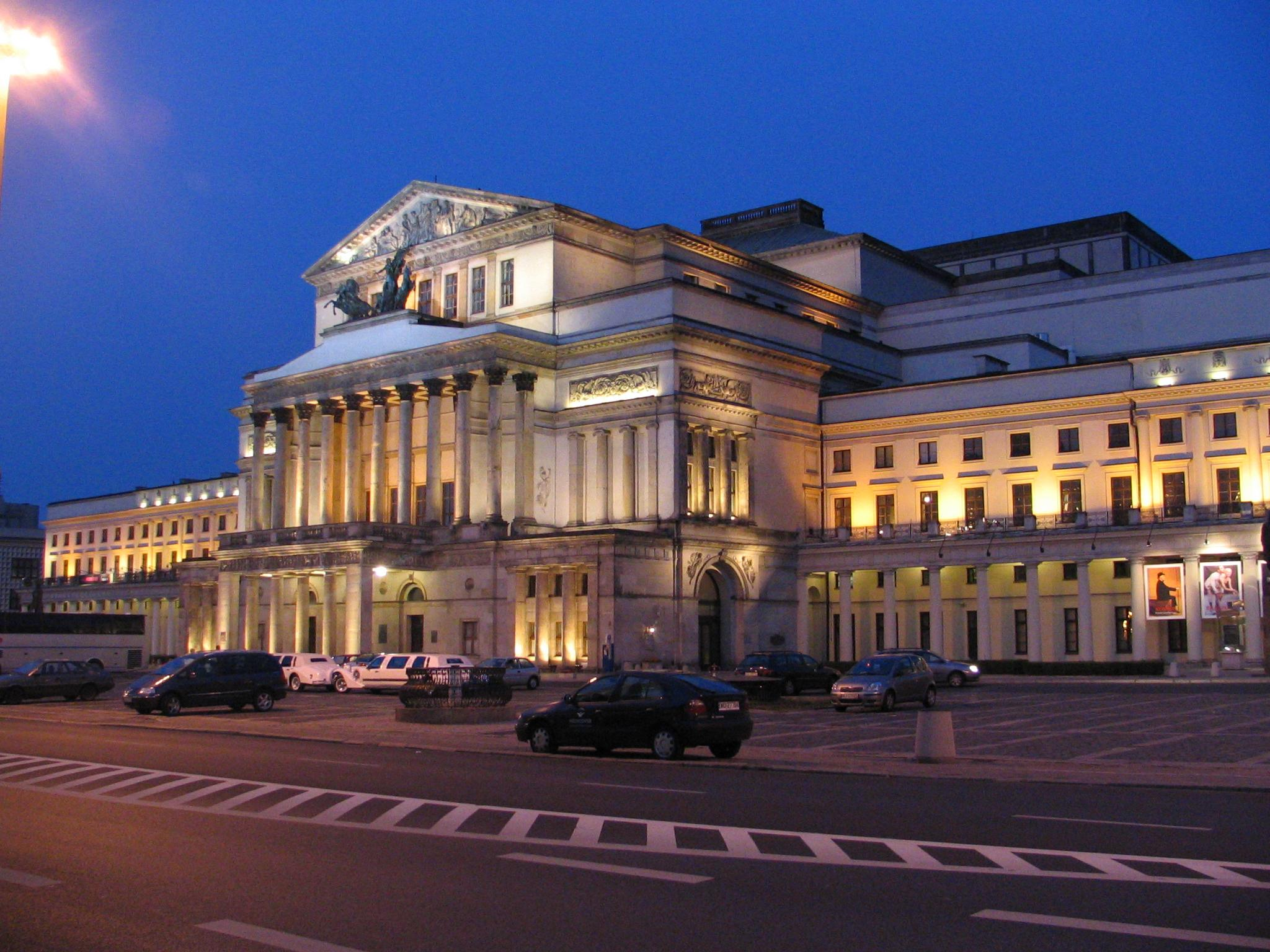
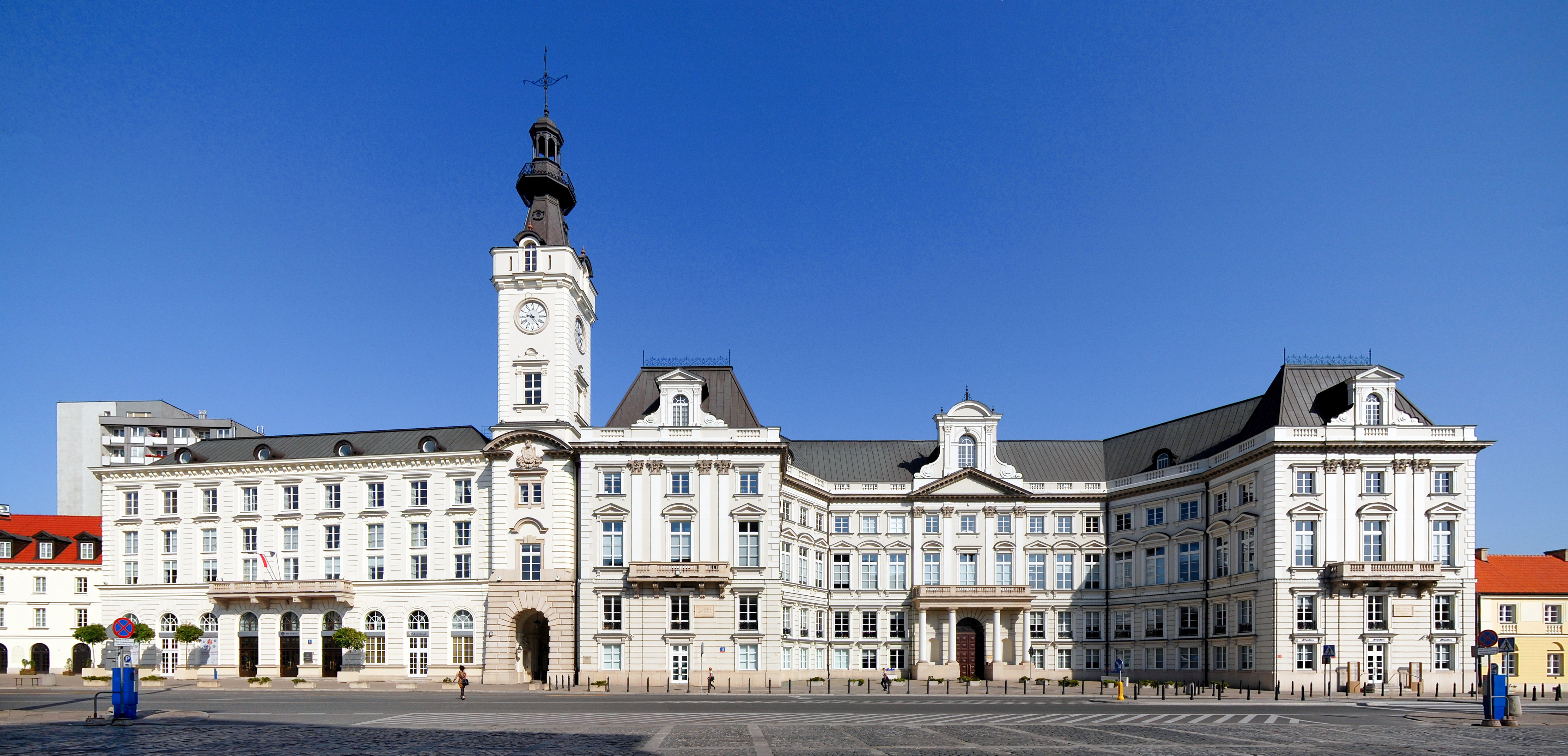
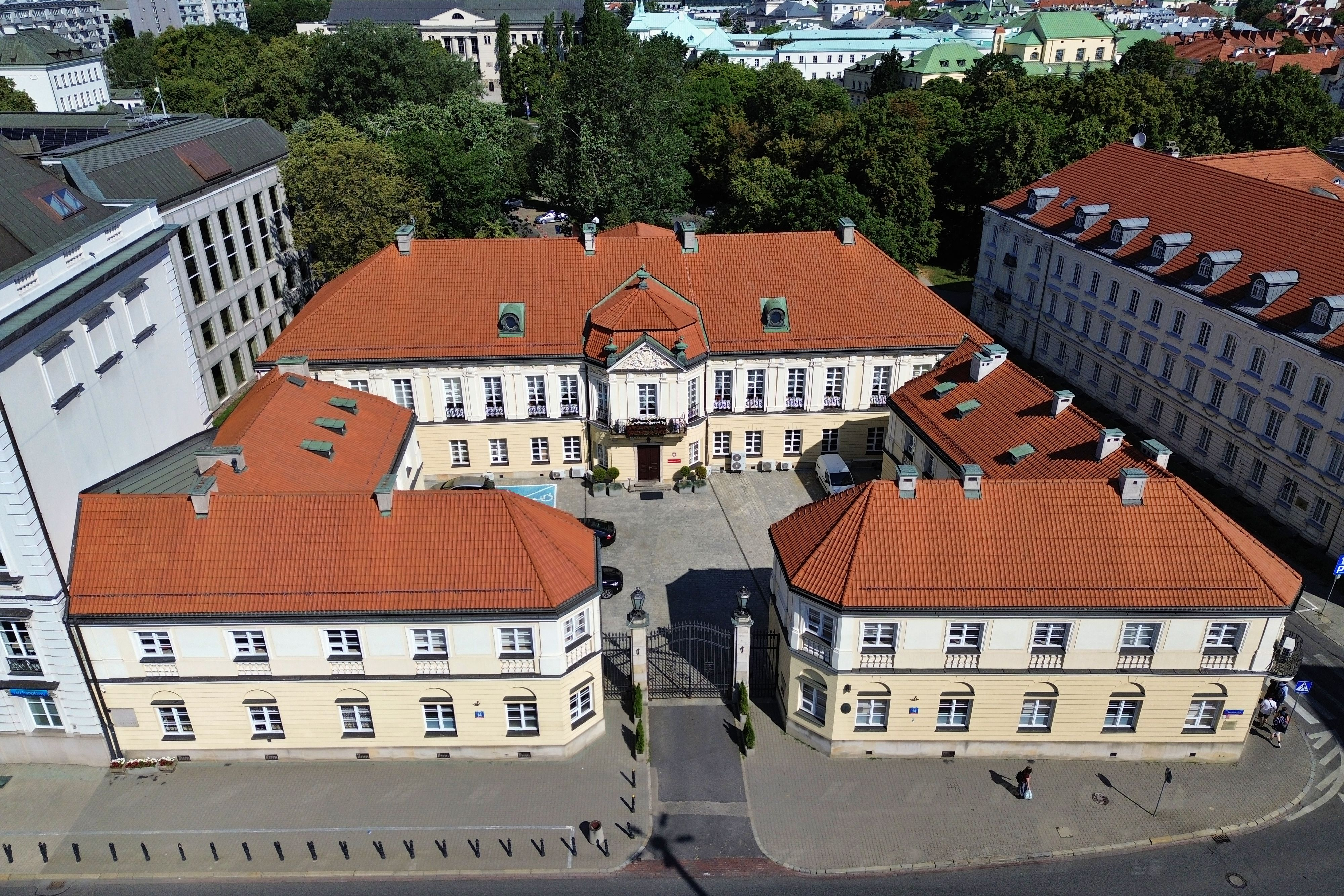